# Feyenoord Rotterdam
Feyenoord Rotterdam, ou apenas Feyenoord, é um clube de futebol neerlandês, com sede em Roterdã, Holanda.
É um dos principais clubes dos Países Baixos, ganhando 16 vezes a Eredivisie, destacando-se internacionalmente na temporada 1969–1970 com a conquista da Liga dos Campeões da UEFA, e na temporada 2002 com a sua segunda conquista da Taça UEFA, a primeira e a segunda competição europeia em hierarquia.

## Origem do nome
Ilha de Feyenoord

Primeira logo do Feyenoord (1912)

Para se entender a razão de ser do nome do prestigiado clube de Roterdã é necessário recuar até 1450, quando um neerlandês chamado Feye van der Does descobriu numa pequena ilha no Rio Mosa, o local ideal para passar os seus dias.
A partir desse momento, ficou esse pequeno território rodeado de água por todos os lados, conhecido como Feye`s oord, isto é, o lugar de Feye, em tradução livre.
Avançando no tempo, e fixando-nos em inícios do Século XX, vimos encontrar um grupo de rapazes que se reuniam regularmente no átrio da Igreja Wilhelmina situada nas margens do Rio Meuse, perto da tal ilha, para jogar Foot-ball.
Em 1908, decidiram criar um clube a que chamaram Whilhelmina`08, cujo nome alteraram tempos depois para Celeritas.
Em 1912, finalmente, o clube cujo grande fundador fora o abastado mineiro C.R.Kieboom, adopta o nome de SC Feyenoord, recordando a pequena ilha junto à qual jogavam.
A partir de 1917, passou a competir na primeira divisão neerlandesa, de onde nunca saiu.

## História

### O início
Nascido e criado entre o povo, surgiu, em 1888, o Sparta de Roterdão, o mais antigo clube do voetbal, futebol neerlandês. Seriam dele os primeiros grandes títulos.
Com o passar do tempo, outras sensibilidades foram, na Cidade da Água, despontando para o futebol. Assim nasceria, em 1908, fundado pelo milionário mineiro C.R. Kieboom, o Sport Club Feyenoord, logo apelidado de "clube dos ricos".
Em pouco tempo, os grandes derbys com o Sparta, começaram a entusiasmar a velha Roterdã.
Chegados aos anos 1920, o Feyenoord passou a ocupar cada vez mais os corações dos seus habitantes, onde estava um grande massa de operários dos estaleiros, destilarias, fundições e fábricas de cordas. Para a eternidade ficaria então que enquanto Amesterdão sonha, Roterdã trabalha.
O título nacional de 1924 marcou o eclodir de uma época de grande prosperidade, que se prolongou para os anos 1930, quando em Amesterdão, o AFC Ajax começava a controlar o reino do futebol neerlandês. Era nessa altura grande figura do Feyenoord o interior esquerdo Puck van Heel, a estrela da seleção neerlandesa que esteve nos Mundiais 34 e 38, tendo sido durante muitos anos, com 64 presenças, o jogador neerlandês mais internacional.
A besta negra da Segunda Guerra Mundial iria, no entanto, estrangular, durante os anos 1940, todo o desenvolvimento do futebol. Chegados aos anos 1950, o futebol neerlandês, tal como todo o país que durante a década perdera as suas mais importantes colónias do Ultramar, o eclipse de um Império, viva longe da elite internacional, findo que fora o dourado início de século, quando ficou três vezes em 3º lugar nos Jogos Olímpicos de Verão (1908, 1912 e 1920).

### Anos de ouro - 1960 e 1970
Em 1960, o Feyenoord iniciou uma década fantástica que terminaria com a conquista da Taça dos Campeões Europeus, para além de, em 13 anos, desde 1961 a 1974, ganhar a Liga Neerlandesa por seis vezes. O arranque para esta gloriosa era começou com a contratação ao Ajax do guarda redes Eddie Pieters-Graafland, por uma soma que constituiu record à época, para dar segurança a uma grande equipa, onde também jogavam nomes como Reinier Kreyermaat, Hans Kraay e Jan Klaasens.
Na frente de ataque alinhava o temível Coen Moulijn, então a iniciar uma fulgurante carreira, que faria dele o jogador que mais vezes vestiria a camisola vermelha e branca do Feyenoord, com 487 presenças. Com os seus gols e o seu famoso pé esquerdo tornou-se um símbolo do inferno da Kuipt.
Mas em 1970, quando o Feyenoord assaltou o topo do futebol europeu, o homem para quem todos olhavam quando o jogo se complicava era o goleador sueco Ove Kindvall. Em quatro épocas, fez 127 golos. Numa época em que o poder do futebol europeu se encontrava dividido entre o estilo latino e o clássico chuta e corre britânico, o futebol neerlandês ofereceu ao Velho Continente uma nova forma de abordar o jogo, que partindo de sólidas bases físicas, mesclava depois a condição atlética, com a técnica e, sobretudo, a dinâmica da táctica. A nível de clubes, antes do Ajax, foi o Feyenoord a levar essa mensagem a todos os relvados.
Na condução da equipe estava o inigualável treinador austríaco, outro lendário caminhante do futebol europeu, Hernst Happel. No onze de Roterdã estava então um médio organizador de jogo que alinhara pelo Ajax na Final do ano anterior: Van Duivenbode. Velha raposa do banco, Happel construiu a equipa em torno de quatro homens chave: Na defesa, o líbero Rinus Israel. A meio campo, dois médios demolidores, Wim Jansen na direita e Van Hanegam na esquerda. No ataque, o terrível Kindvall.
Para chegar à final, o Feyenoord eliminou o Valur, de Reiquejavque, o Mila, o Vorwaerts, de Berlim e o Legia de Varsóvia. No jogo decisivo, frente ao Celtic Glasgow de Jock Stein (na primeira final sem uma equipa latina), um golo, no prolongamento, do sueco Kindvall ofereceu para o voetbal, perante 30 mil adeptos que viajaram até Milão, a sua primeira coroa da Europa.
Com a explosão do Ajax de Cruyff, no ano seguinte, o Feyenoord perdeu projecção internacional. Durante quatro temporadas, o futebol neerlandês reinou na Europa da bola.
Quando em 1974, ainda sob a batuta de van Hanegam, que nesse ano realizou a sua melhor temporada ao serviço do clube, o Feyenoord conquistou, frente ao Tottenham, a Taça UEFA, e os seus jogadores subiram à tribuna para de roupão, receberem o troféu, muitos sentiram que era um ciclo dourado que chegava ao fim.

### Os anos Gullit
A vitória europeia de 1974 estava cada vez mais distante. Só uma década depois, em 1984, voltaria a vencer a Liga Neerllandesa.
Foi uma época memorável, em que estiveram juntos no mesmo onze, duas eras do futebol neerlandês, expressas no estilo e no perfume futebolístico de Cruyff e Ruud Gullit, o novo maestro do futebol neerlandês, que um ano antes chegara a Roterdã vindo do Haarlem, numa altura em que era cobiçado por Arsenal e Ipswich. De início, jogava a líbero, mas a forma como conduzia a bola e dava profundidade ao jogo da equipa, de imediato o tornaram num vagabundo que corria todo o campo. Um líder por natureza.
Jogou três épocas no Feyenoord, entre 82 e 85, realizando 85 jogos e marcando 30 golos, saindo depois para o PSV.
Com estas dois ícones do voetball, ao lado de jogadores experientes como Michel van der Korput, o guarda redes Hiele, suplente de Hans van Breukelen na selecção, e o avançado centro Peter Houtman, orientado por Thijs Libregts, a banheira reviveu dias de glória que já pareciam perdidos no tempo.

### Cruyff - Fim de carreira
Em 1981, com 34 anos, Cruyff regressou do futebol americano e sentiu que podia jogar mais uns anos. O Ajax recebeu-o de braços abertos, oferecendo-lhe um contrato razoável e uma percentagem na receita dos jogos em casa. Com o estádio De Meer quase sempre cheio, Cruyff correspondeu. Ganhou o Campeonato, a Taça, e foi eleito jogador do ano. Na época seguinte, porém, quando pediu uma melhoria no contrato, o Ajax, incrivelmente, disse não ser possível.
Cruyff sentiu-se magoado e assinou pelo grande rival, o Feyenoord, que já não era campeão desde 1974, havia nove anos. Assim, na época 83/84, o mago neerlandês jogou em Roterdã e, claro, ganhou tudo: Campeonato, Taça e, mais uma vez, foi eleito, sempre com o nº14 nas costas, o jogador do ano.
No final da época, com o ego do tamanho de um mundo, abandonou Roterdã e encerrou a carreira. No relvado do estádio De Kuip ficara o último aroma do seu futebol.

### Beenhakker - Último título no Século XX

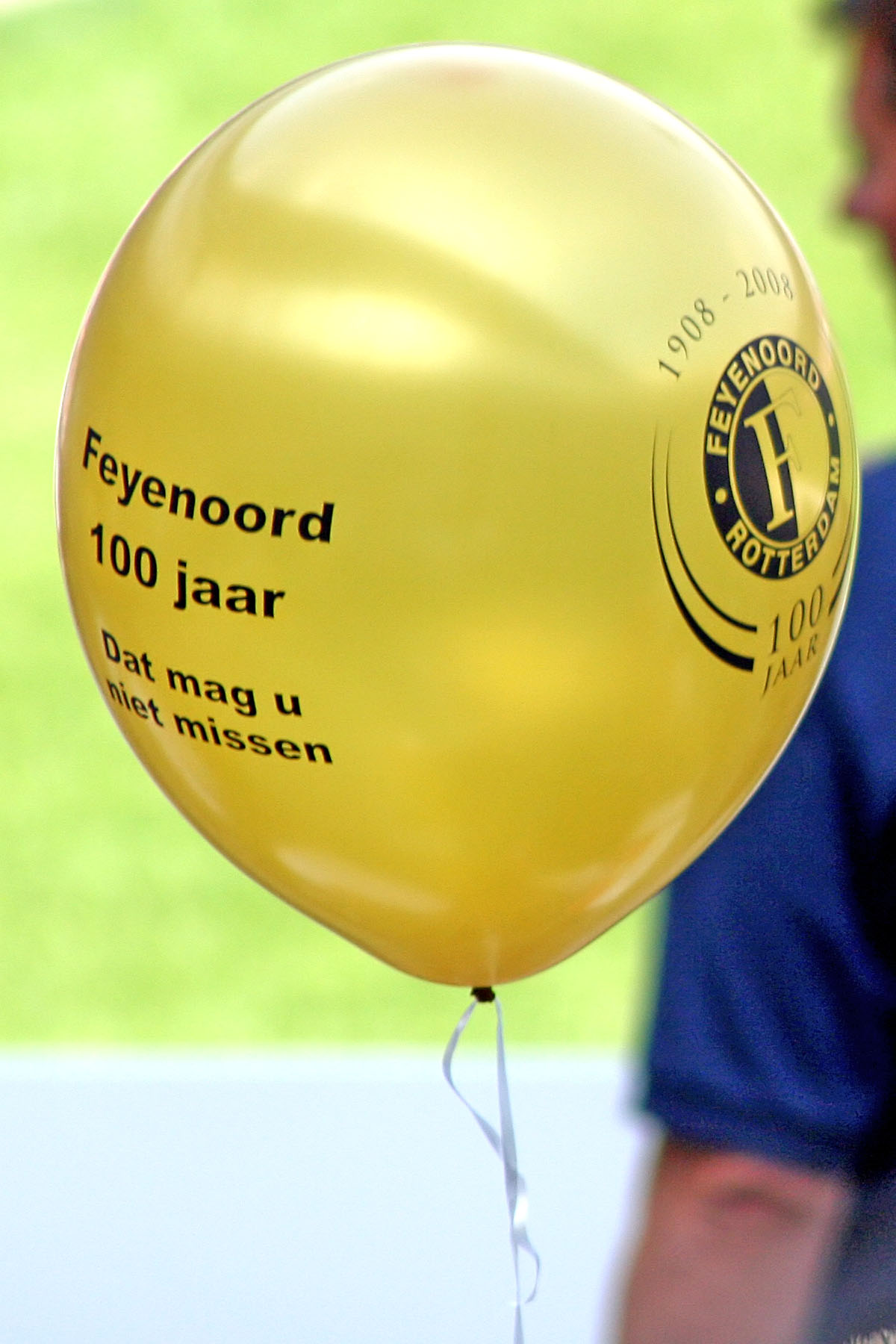
Balão comemorativo dos 100 anos da equipe neerlandesa.

Quando nos anos 1960, nasceu a mítica filosofia de formação do futebol neerlandês a nível de clubes, dois emblemas surgiram como precursores: o Ajax e o Feyenoord. Ao longo dos tempo, a história do futebol consagrou sempre a escola de Amesterdã como a mais idolatrada. Quando se fala nisso aos homens de Roterdã, carregam o sobrolho e defendem que as suas escolas, onde também está a do Sparta, nunca ficaram nada a dever ao viveiro do De Meer.
Essa é também a opinião de um dos mais credenciados treinadores neerlandeses dos anos 1980/90, Leo Beenhakker, um homem que pensa futebol 24 horas por dia, um trotamundos que já passou desde o Real Madrid, Guadalajara e Arábia Saudita, até ao topo do futebol laranja, no Ajax e na selecção. Em 1996, regressou a uma casa que conhecera em 76/77, no início de carreira, como treinador das escolas de formação: o Feyenoord.
Em 1998, os 30-35 mil fanáticos que assistiam aos jogos do Feyenoord, voltaram a transformar a banheira num inferno, com a conquista do 14º título de campeão neerlandês. Financeiramente menos estável que o Ajax ou o PSV, estes com maiores fontes de receita, o Feyenoord vive sobretudo de investidores locais.
O sucesso de 98/99, foi obra de um onze sem grandes estrelas, onde se destacaram o defesa van Gobbel, outro talento do Suriname, o médio de combate Van Gastel, e o avançado Van Vossen, ao lado dos dribles de Kalou, magia marfinesa, e do faro de baliza do argentino Julio Cruz.

## Títulos
| MUNDIAIS      | MUNDIAIS                    | MUNDIAIS | MUNDIAIS |
|               | Competição                  | Títulos  | Temporadas |
| ------------- | --------------------------- | -------- | --- |
|               | Copa Intercontinental       | 1        | 1970 |
| CONTINENTAIS  |                             |          | |
|               | Competição                  | Títulos  | Temporadas |
|               | Liga dos Campeões da UEFA   | 1        | 1969–70 |
|               | Liga Europa da UEFA         | 2        | 1973–74 e 2001–02 |
| NACIONAIS     |                             |          | |
|               | Competição                  | Títulos  | Temporadas |
|               | Campeonato Neerlandês       | 16       | 1923–24, 1927–28, 1935–36, 1937–38, 1939–40, 1960–61, 1961–62, 1964–65, 1968–69, 1970–71, 1973–74, 1983–84, 1992–93, 1998–99, 2016–17 e 2022–23 |
|               | Copa dos Países Baixos      | 14       | 1929–30, 1934–35, 1964–65, 1968–69, 1979–80, 1983–84, 1990–91, 1991–92, 1993–94, 1994–95, 2007–08, 2015–16, 2017–18 e 2023–24                   |
| Países Baixos | Supercopa dos Países Baixos | 5        | 1991, 1999, 2017, 2018 e 2024 |
| TOTAL         |                             |          | |
|               | Títulos                     | Totais   | Conquistas |
|               | Títulos oficiais            | 39       | 1 Mundial, 3 Continentais e 35 Nacionais |

## Estádio
O Stadion Feijenoord (mais conhecido como De Kuip, A Banheira em neerlandês), é um estádio de futebol localizado em Roterdã, na província neerlandesa da Holanda do Sul. Inaugurado em 1937 com 64.000 lugares, atualmente recebe 51.480 pessoas.

## Rivalidades
Feyenoord tem uma forte rivalidade com o PSV Eindhoven e Ajax,  os três são os maiores clubes dos Países Baixos.
No entanto, ele tem mais rivalidade com o Ajax, com quem disputa o clássico de maior rivalidade nos Países Baixos, o "Klassieker". Este clássico reúne as duas equipes mais importantes das duas maiores cidades dos Países Baixos: Amsterdã e Roterdã. Os clubes, dois dos três neerlandeses a terem vencido a Liga dos Campeões da UEFA, são os únicos dos Países Baixos a terem vencido a Copa Intercontinental.
Além disso, ambos os clubes pertencem a classes sociais distintas. Ajax é associado com a classe alta, enquanto o Feyenoord é o representante da classe trabalhadora.
Além dos clubes acima mencionados, o Feyenoord tem uma forte rivalidade com o Sparta Rotterdam e o Excelsior, por serem sediados na mesma cidade, Roterdã.

## Elenco
Última atualização: 19 de setembro de 2024. 